# Marcus Sander Hansen
Marcus Sander Hansen (Greve Strand, 25 augustus, 2000) is een Deens wielrenner die uitkomt voor BHS-PL Beton Bornholm.

## Carrière
Hansen won in 2017 het jeugdklassement in de Tour des Portes du Pays d'Othe en werd zevende in het eindklassement. Op het Deens kampioenschap voor junioren werd hij achtste. Een jaar later werd hij vierde op het Deens juniorenkampioenschap. In 2019 nam hij deel bij de elite en bij de beloften aan het Deens kampioenschap. Bij de beloften werd hij zevende op de weg en veertiende in het tijdrijden, bij de elite werd hij 37e in het tijdrijden en reed de wegrit niet uit.
In 2020 tekende hij een contract bij het continentale BHS-PL Beton Bornholm. En nam hij opnieuw in beide categorieën deel aan het Deens kampioenschap met als beste resultaat een achtste plaats in de wegrit bij de beloften. Het volgende seizoen werd hij vijfde in Fyen Rundt, derde in Skive-Løbet en werd tweede in het Deens kampioenschap tijdrijden voor beloften achter Johan Price-Pejtersen. In 2022 tekende hij een contract bij Uno-X Dare Development Team de continentale opleidingsploeg van Uno-X Pro Cycling Team. In 2022 was zijn beste resultaat een derde plaats in de PWZ Zuidenveldtour maar na een blessure aan de knie moest hij het najaar aan zich laten voorbij gaan.
In 2023 tekende hij een contract bij Uno-X Pro Cycling Team, zijn eerste koers voor hen was in de Ronde van Saoedi-Arabië waar hij vaak in de vlucht van de dag reed.

## Overwinningen
2017
Jongerenklassement Tour des Portes du Pays d'Othe
2021
 Deens kampioenschap tijdrijden onder 23
2025
Bording Cup-Vejen
2e etappe Ronde van Estland
Eindklassement Ronde van Estland

## Ploegen
- 2020 –  BHS-PL Beton Bornholm
- 2021 –  BHS-PL Beton Bornholm
- 2022 –  Uno-X Dare Development Team
- 2023 –  Uno-X Pro Cycling Team
- 2024 –  Uno-X Pro Cycling Team
- 2025 –  BHS-PL Beton Bornholm

Abrahamsen · Andersen · Bendixen · Blikra  · Blume Levy · Charmig · Dversnes · Eg · Fredheim · Gregaard · Gudmestad · Halvorsen · Hindsgaul · Holter · A. Johannessen · T. Johannessen · Kristoff · M. Kulset · S. Kulset · Larsen · Norman Leth · Resell · Sander Hansen · Skaarseth · Tiller · Træen · Urianstad · Wærenskjold
Abrahamsen · Andersen · Bendixen · Bévort · Blikra  · Blume Levy · Cort · Dversnes · Eiking (vanaf 8/2) · Fredheim · Gudmestad · Hoelgaard · Holter · Hvideberg · A. Johannessen · T. Johannessen · Kristoff · J. Kulset · M. Kulset · S. Kulset · Larsen · Leknessund · Løland · Resell · Sander Hansen · Skaarseth · Tiller · Urianstad · Wallin · Wærenskjold